# Zawada (Łukowica)
Zawada – część wsi Łukowica w Polsce, położona w województwie małopolskim, w powiecie limanowskim, w gminie Łukowica.
Dawniej samodzielna wieś i gmina jednostkowa, licząca w 1900 roku 217 mieszkańców.
W latach 1975–1998 miejscowość administracyjnie należała do województwa nowosądeckiego.